# اندوک
اندوک (به فرانسوی: Andouque) یک کمون در فرانسه است که در canton of Valderiès واقع شده‌است. اندوک ۲۶٫۲۱ کیلومتر مربع مساحت دارد.